# Anatomie de type kranz

Anatomie kranz et schéma de la voie photosynthétique en C4.
A : cellule du mésophylle, B : chloroplaste, C : tissu vasculaire, D : cellule de la gaine fasciculaire, E : stomate, F : tissu vasculaire : fournit une source continue d'eau.
1) Le carbone est fixé pour produire de l'oxaloacétate par la carboxylase PEP.
2) La molécule à quatre carbones quitte ensuite la cellule et entre dans les chloroplastes des cellules de la gaine fasciculaire.
3) Elle est ensuite décomposée libérant du dioxyde de carbone et produisant du pyruvate. Le dioxyde de carbone se combine avec le bisphosphate de ribulose et passe au cycle de Calvin.
4) le pyruvate rentre dans la cellule du mésophylle et réagit ensuite avec l'ATP pour produire le composé de départ du cycle en C4.

En botanique, l'anatomie de type kranz, ou structure kranz (du terme allemand « Kranz » signifiant  « couronne »), est une structure anatomique particulière des feuilles qui se rencontre chez la plupart des plantes en  C4. Elle se caractérise par la présence de deux anneaux de cellules concentriques entourant les faisceaux vasculaires : l'anneau interne, composé de cellules serrées contenant des chloroplastes de grande taille, riches en  amidon dépourvus de grana, forme la gaine fasciculaire, l'anneau externe composé de cellules plus lâches du mésophylle,.
Les cellules du mésophylle présentent également des chloroplastes, mais ceux-ci ne synthétisent pas d'amidon car ils n'effectuent pas le cycle de Calvin réservé aux chloroplastes de la gaine.
Par conséquent, les chloroplastes sont dits « dimorphes ».
La fonction principale de l'anatomie kranz est de fournir un site dans lequel le CO2 peut être concentré autour de la rubisco (ribulose-1,5-bisphosphate carboxylase/oxygénase), évitant ainsi la photorespiration. Afin de maintenir une concentration de CO2 dans la gaine fasciculaire significativement plus élevée que dans le mésophylle, la couche limite du kranz a une faible conductance au CO2, propriété qui peut être améliorée par la présence de subérine.
En augmentant le cycle interne du dioxyde de carbone, cette anatomie pourrait entraîner une réduction de la sensibilité des plantes à la photo-inhibition.
En effet, la couche de cellules du mésophylle, située dans la partie la plus externe, capture les molécules de CO2 et les concentre en les convertissant en molécules de sucre à quatre atomes de carbone, pour les céder aux cellules qui composent la couche interne. 
Cette voie de formation des sucres du mésophylle est appelée « voie Hatch Slack ». Au cours de la première étape, il se forme de l'acide oxaloacétique  par réaction du dioxyde de carbone avec le phosphoénolpyruvate. À partir de là, se produit une transformation dont le résultat diffère selon le type de plante. Le produit passe dans les cellules de la gaine par l'intermédiaire des plasmodesmes et par une série de transformations, du dioxyde de carbone est libéré et entre dans le cycle de Calvin.

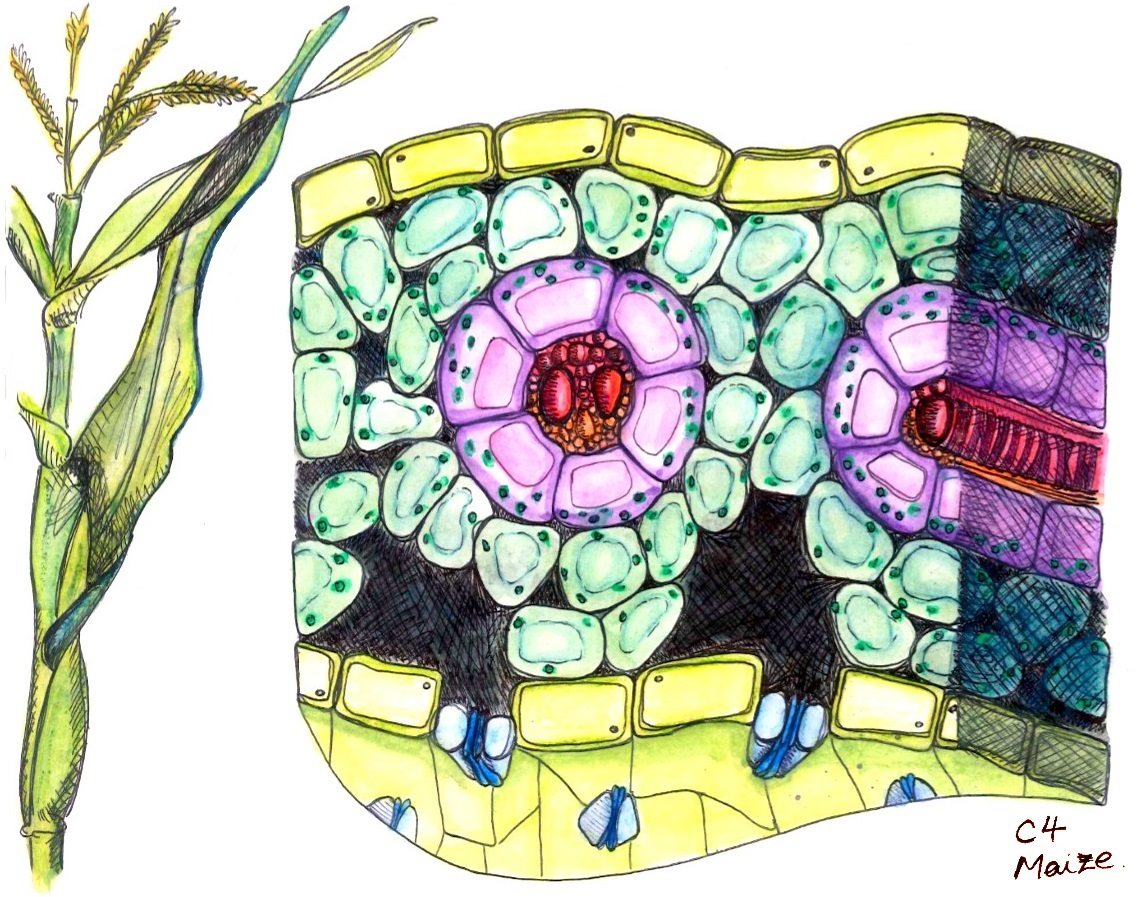
Coupe transversale d'une feuille de maïs (plante en C4) montrant les anneaux de cellules de l'anatomie de type Kranz. Dessin d'après des images microscopiques avec l'aimable autorisation de l'université de Cambridge, Plant Sciences Department.

Bien que la plupart des plantes en C4 présentent une anatomie de type kranz, il existe cependant quelques espèces qui opèrent un cycle C4 limité sans aucun tissu distinct de gaine fasciculaire. 
Des espèces de la sous-famille des Chenopodioideae (Suaeda aralocaspica, Bienertia cycloptera, Bienertia sinuspersici et Bienertia kavirense), plantes terrestres poussant dans des dépressions sèches et salées des déserts du Moyen-Orient, fonctionnent avec des mécanismes de concentration du CO2 à cellule unique en C4. Ces mécanismes sont uniques parmi les mécanismes en C4 connus,,,
Bien que la cytologie des deux genres (Suaeda et Bienertia) soient différente, le principe de base est que les vacuoles remplies de liquide sont utilisées pour diviser la cellule en deux zones distinctes. Les enzymes de carboxylation dans le cytosol peuvent donc être séparées dans les chloroplastes des enzymes décarboxylases et rubisco, et une barrière diffusive peut être établie entre les chloroplastes (qui contiennent de la rubisco) et le cytosol. Cela permet d'établir une zone de type gaine fasciculaire et une zone de type mésophylle au sein d'une même cellule. Bien que cela permette un cycle C4 limité, celui-ci est relativement inefficace, avec de nombreuses fuites de CO2 autour de la rubisco.
On a également montré la possibilité de photosynthèse en C4 inductible chez des macrophytes, hydrilla verticillata, dans des conditions chaudes, bien que le mécanisme qui minimise la fuite de CO2 à partir de la rubisco est actuellement incertain.